# Brachystelma remotum
Brachystelma remotum är en oleanderväxtart som beskrevs av Robert Allen Dyer. Brachystelma remotum ingår i släktet Brachystelma och familjen oleanderväxter. Inga underarter finns listade i Catalogue of Life.